# أطول الكلمات
هذه المقالة تتحدث عن أطول الكلمات في اللغات الموجودة بالأسفل.
| عدد الحروف | اللغة       |
| ---------- | ----------- |
| ∞          | الفنلندية   |
| ∞          | الألمانية   |
| ∞          | الروسية     |
| 195        | السنسكريتية |
| 173        | الإغريقية   |
| 136        | أفريقانية   |
| 114        | الإستونية   |
| 39         | الإسبانية   |
| 45         | الإنجليزية  |
| 16         | العربية     |
| 12         | الإسبرانتو  |
| 7          | الفيتنامية  |

## السنسكريتية
تسمح اللغة السنسكريتية بتركيب الكلمات ذات الطول التعسفي. ويمكن التعبير عن الأسماء والأفعال في جملة واحدة.
أطول كلمة مستخدمة في اللغة السنسكريتية هي:
"निरन्तरान्धकारितदिगन्तरकन्दलदमन्दसुधारसबिन्दुसान्द्रतरघनाघनवृन्द-सन्देहकरस्यन्दमानमकरन्दबिन्दुबन्धुरतरमाकन्दतरुकुलतल्पकल्पमृ-दुलसिकताजालजटिलमूलतलमरुवकमिलदलघुलघुलयकलितरमणीय-पानीयशालिकाबालिकाकरारविन्दगलन्तिकागलदेलालवङ्गपाटलघनसा-रकस्तूरिकातिसौरभमेदुरलघुतरमधुरशीतलतरसलिलधारानिराकरिष्णुत-दीयविमलविलोचनमयूखरेखापसारितपिपासायासपथिकलोकान्" المكونة من 195 حرفاً من فارادامبيكا باريكايا كامبي بواسطة تيرومالامبا. تتألف من 195 حرفًا سنسكريتيًا (428 حرفًا في الترجمة الرومانية، باستثناء الشرطات)، مما يجعلها أطول كلمة ظهرت على الإطلاق في الأدب العالمي في الأدب العالمي.
والمعنى التقريبي لهذه الكلمة هو:
«وفيه خفف من الضيق الذي يسببه العطش للمسافرين والعناقيد من أشعة عيون الفتيات الساطعة، والأشعة التي كانت تخجل تيارات الضوء والماء العذب والبارد المشحونة برائحة الهيل القوية، القرنفل والزعفران والكافور والمسك وتتدفق من الأباريق (مثبتة في) أيدي العذارى الشبيهة باللوتس (جالسة في) سقائف المياه الجميلة، المصنوعة من جذور سميكة من نجيل الهند الممزوج بالبردقوش، (ومبنية بالقرب من) القدم، المغطاة بأكوام من الرمال الناعمة التي تشبه الأريكة، من مجموعات أشجار المانجو الناشئة حديثًا، والتي تغميق باستمرار المساحة المتوسطة للأرباع، والتي بدت أكثر سحراً بسبب القطرات المتقطرة من عصير الأزهار، مما تسبب في وهم صف من السحب الممطرة الكثيفة المليئة بالرحيق الوفير».

## الإستونية
تحتوي اللغة الإستونية على عدد كبير من الكلمات الطويلة، وإحدى هذه الكلمات الملحوظة هي "kuulilennuteetunneliluuk" المكونة من 24 حرف، ومن الملاحظ أن هذه الكلمة عبارة عن قلب مستو؛ مما يعني أنه من الممكن قراءتها من الجهتان دون أن يتغير لفظها.
وحيث إن اللغة الإستونية تعتمد في قواعدها على عملية تسمى «الإلصاق» - والتي يتم فيها إنشاء كلمات معقدة عن طريق إلصاق المورفيمات ببعضها دون إحداث تغيير في إملائها أو لفظها - فإنه من الممكن إنشاء كلمات طويلة بعدد حروف غير محدود، وذلك عن طريق تحويل الكلمة الأولى إلى مضاف الكلمة التي تليها، مثال على ذلك؛ "isapaabulinnusabakattesulesilmamunavärvivabrikukuldväravaauvahtkonnaülemapühapäevajakirinnataskusisevoodrivahe" المكونة من 114 حرف.
وبذلك فإنه لا يوجد باللغة الإستونية ما يُدعى بأطول كلمة.

## الفنلندية
من الأمثلة على الكلمات الطويلة المستخدمة بشكل يومي في اللغة الفنلندية؛ "kolmivaihekilowattituntimittari" المكونة من 32 حرف، وأيضًا "peruspalveluliikelaitoskuntayhtymä" المكونة من 34 حرف، و"lentokonesuihkuturbiinimoottoriapumekaanikkoaliupseerioppilas" المكونة من 61 حرف.
اللغة الفنلندية يمكن أن تحتوي كلماتها على عدد غير محدود من الأحرف وذلك اعتمادًا على قواعدها.

## المنغولية
إن المنغولية لغة تلصيقية (تجميعية)، ما يعني أنه للكلمات أن تطول عبر إضافة اللواحق. وعليه فإن أطول كلمة مُلحقة باللغة المنغولية هي "Цахилгаанжуулалтыхантайгаа" وتتألف من 26 حرفاً. يظهر الجدول الآتي الكلمة واللواحق المضافة مع معانيها وقد أضيفت اللواحق.[بحاجة لمصدر]
| الكلمة                     | الترجمة                    |
| -------------------------- | -------------------------- |
| Цахилгаан                  | الكهرباء (طاقة)            |
| Цахилгаанжуул              | يكهرب                      |
| Цахилгаанжуулалт           | كهرباء                     |
| Цахилгаанжуулалтын         | كهرباء (تشير للملكية)      |
| Цахилгаанжуулалтыхан       | كهربائيون                  |
| Цахилгаанжуулалтыхантай    | مع الكهربائيون             |
| Цахилгаанжуулалтыхантайгаа | يقوم (بفعل) مع الكهربائيون |

## الروسية
واحدة من أطول الكلمات الروسية الأصلية هي: "превысокомногорассмотрительствующий" والتي تحتوي على 35 حرف، وفي حالة المفعولية غير المباشرة فتبدو هذه الكلمة (превысокомногорассмотрительствующему، 36 حرفًا) وكانت تستخدم للمخاطبة المهذبة، مثل لفظ «صاحب الجلالة»
الأرقام المركبة من الممكن أن تكون أطول، فعلى سبيل المثال؛ "Тысячевосьмисотвосьмидесятидевятимикрометровый" وهي نعت يتكون من 46 حرفًا، ويمكن ترجمة هذه الكلمة إلى «1889-ميكرومتر».

## العربية

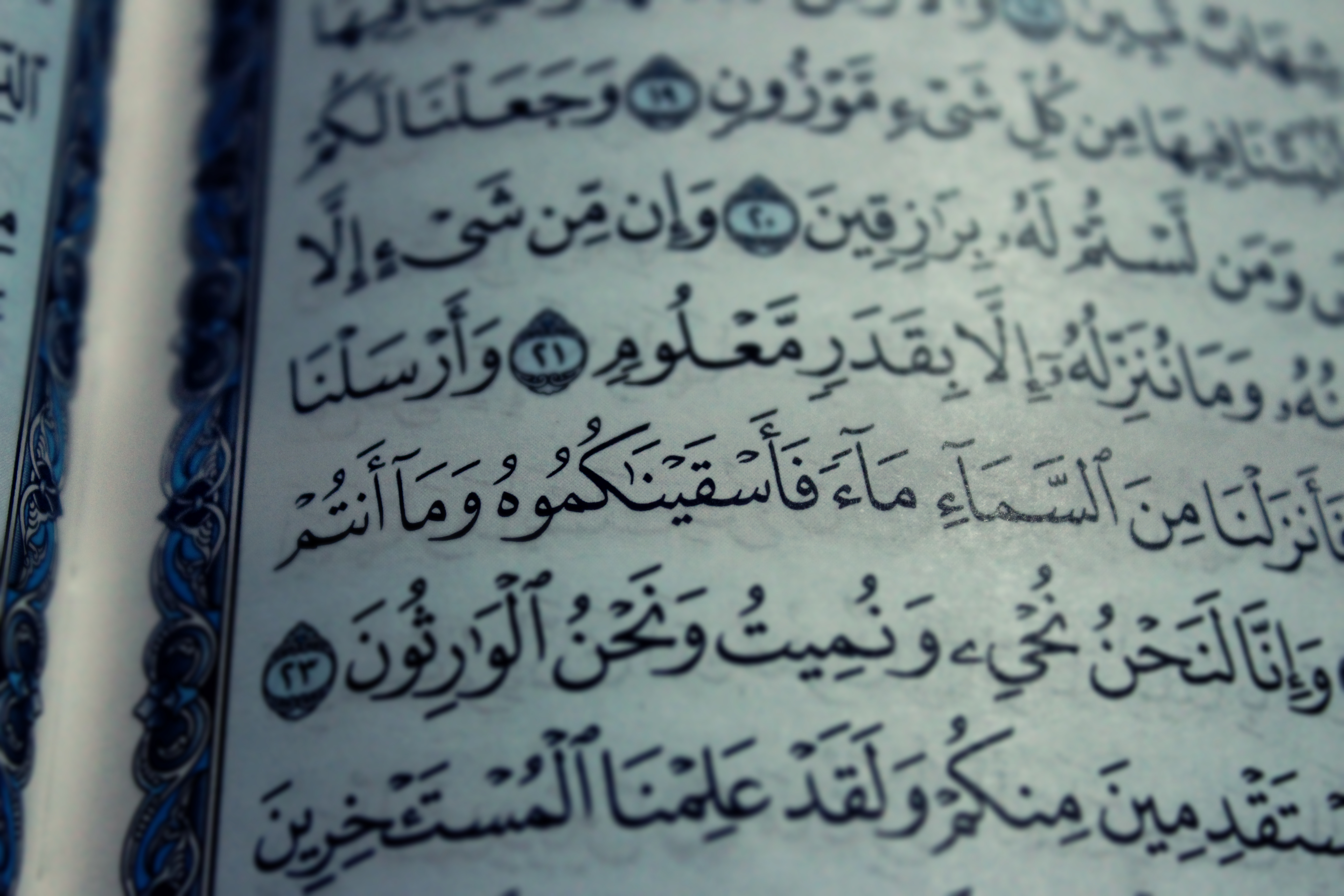
أطول كَلمة في القرآن الكريم «فأسقيناكموه»

أطول كلمة في القرآن هي «فأسقيناكموه»، وتتكون من 11 حرفًا، وهي كلمة قابلة للتوليد اللفظي الافتراضي بالسوابق واللواحق، فتصبح «أَفَإِستَسقَينَاكُمُوهما»، مكونة 16 حرفاً، وتنتشر عبر الإنترنت كلمة أَفَإِستَسقَينَاكُمُوهما كأطولُ كلمةٍ تتكون من 16، ولكن لا تُوجد مصادر تدعم ذلك.[بحاجة لمصدر]

## الإنجليزية
«Pneumonoultramicroscopicsilicovolcanoconiosis»، وتشير إلى مرض رئوي يعرف باسم تنظير الرئة أو تنظير القصبات ويعرف أيضاً باسم السحار السيليسي.

## الإسبرانتو
- "administracio"
- "aŭtobiografio"
- "diskriminacii"
- "konservatorio"
- "paleontologio"
- "paralelogramo"
- "trigonometrio"[6]

## الفرنسية
- "hippopotomonstrosesquipedaliophbia" وتعني الخوف من الكلمات الطويلة

## الماورية
- "Taumatawhakatangihangakoauauotamateaturipukakapikomaungahoronukupokaiwhenuakitanatahu" وهو اسم تلّة في نيوزلندا

## الرومانية
- "pneumonoultramicroscopicsilicovolcaniconioză" وتتكون من 44 حرفًا وتعني «مرض»

## اللغة الإسبانية
- "electroencefalografistas" وتتكون من 24 حرفًا

## طالع أيضًا
- Precipitevolissimevolmente